# Spumaviren

Virion der Gattung Simiispumavirus im Querschnitt

Spumaviren, besser bekannt als Foamyviren (FV), offiziell Spumaretrovirinae, sind behüllte Einzel(+)-Strang-RNA-Viren (ss(+)RNA) aus der Familie der Retroviren. Sie sind bei verschiedenen Affenarten (SFV), Katzen (FFV), Rindern (BFV) und Pferden (EFV) weit verbreitet und können selten auch den Menschen infizieren. Dabei ist weder bei den natürlichen Wirten noch beim Menschen ein durch Foamyviren verursachtes Krankheitsbild bekannt. Aufgrund von Besonderheiten ihres Replikationszyklus und ihrer Molekularbiologie, die teilweise Analogien zu Hepadnaviren aufweisen, bilden sie innerhalb der Retroviren als Spumaretrovirinae eine eigene Unterfamilie, die von den übrigen Retroviren in der Unterfamilie der Orthoretrovirinae abgegrenzt werden. Das wissenschaftliche Interesse an Foamyviren bezieht sich besonders auf ihre Sonderstellung zwischen Hepadna- und Orthoretroviren sowie auf ihren möglichen Einsatz als virale Vektoren im Rahmen der Gentherapie.

## Foamyviren als besondere Retroviren
Foamyviren gelten als einzige Gattung der Retroviren, für die bisher keine assoziierte Krankheit beschrieben werden konnte. Die Ursache dafür ist letztlich unbekannt. Vergleiche von Foamyviren aus unterschiedlichen Affenarten konnten aber zeigen, dass die jeweiligen Foamyviren und ihre Wirte sich vermutlich über viele, bis zu 30 oder 40 Millionen Jahre gemeinsam entwickelt haben. Damit wären sie die ältesten bekannten RNA-Viren bei Wirbeltieren. Diese Koevolution könnte einen Grund für die Apathogenität der Foamyviren darstellen, da Virus und Wirt sich im Verlauf der Zeit optimal aneinander anpassen konnten.
Foamyviren führen in ihren Wirten zu einer persistierenden Infektion mit niedrigen Replikationsraten. Es gibt Hinweise, dass die Replikation vor allem in der Mundschleimhaut oder den Speicheldrüsen stattfindet und die Übertragung zwischen den Tieren vor allem durch Beißen geschieht. Es ist dabei noch weitgehend unbekannt, warum Foamyviren in vivo zu einer apathogenen persistierenden oder latenten Infektion führen, obwohl sie in Zellkultur einen ausgeprägten zytopathischen Effekt (CPE) zeigen. Dieser CPE zeigt in einem charakteristischen schaumigen Aussehen der Zellkultur mit konfluierenden, multinukleären und vakuolisierenden Riesenzellen und führte auch zur Namensgebung dieser Viren (engl. foamy schaumig, lat. spuma Schaum).
Die Abgrenzung der Foamyviren als einziges Genus der Subfamilie Spumaretrovirinae gegenüber den anderen sechs retroviralen Genera in der Subfamilie der Orthoretrovirinae erfolgt neben einigen anderen Besonderheiten in ihrer Molekularbiologie vor allem aufgrund der Tatsache, dass die Reverse Transkription zu einem späten Zeitpunkt im Replikationszyklus stattfindet, das heißt, bevor das Viruspartikel die Zelle verlässt, und damit DNA in den Virionen als funktionelles Erbgut vorliegt und nicht wie bei allen anderen Retroviren RNA.

## Geschichte
Die ersten Beschreibungen des typischen foamyviralen „schaumigen“ CPE in einer Zellkultur aus Affengewebe sowie die Isolierung des verursachenden, zellfrei übertragbaren, Agens stammen aus den Jahren 1954/55. In der darauffolgenden Zeit konnten aus unterschiedlichen Affenarten ähnliche „foamy viral agents“ isoliert werden, die aufgrund serologischer Eigenschaften unterschieden wurden und zunächst in der Reihenfolge ihrer Entdeckung eine Nummer erhielten (SFV-1 aus Makaken 1955 bis SFV-11 aus Orang-Utans 1994). Später wurden die Foamyviren nach der Affenart benannt, aus dem sie stammten, so z. B. nachträglich SFVmac für SFV-1 und SFVora für SFV-11.
Die Isolierung von Foamyviren aus Katzen und Rindern erfolgte unabhängig voneinander 1969, die aus Pferden 1999. Unbestätigte Einzelberichte über das Vorkommen von Foamyviren liegen auch bei einigen anderen Säugetieren wie kalifornischen Seelöwen und Hamstern vor.
1971 wurde ein Foamyvirus aus einer Zellkultur isoliert, die von einem kenianischen Patienten mit Nasopharynxkarzinom stammte. Da die Entdeckung von HTLV und HIV erst 1980 bzw. 1983 erfolgte, war dieses „humane“ Foamyvirus (HFV) damit das erste aus menschlichem Gewebe isolierte Retrovirus. Dabei wurde recht bald eine serologische Ähnlichkeit von HFV mit dem aus Schimpansen bekannten Isolat SFV-6 festgestellt, weshalb bereits kurze Zeit nach der Entdeckung die Frage aufkam, ob es sich bei HFV um ein echtes menschliches Retrovirus handelt oder um die Infektion eines Menschen mit einem Schimpansenvirus. Diese Frage konnte zwei Jahrzehnte später geklärt werden, als neue Methoden wie die Sequenzierung weite Verbreitung gefunden hatten, und seit 1994/95 ist man allgemein der Ansicht, dass es sich bei HFV nicht um ein menschliches Retrovirus im eigentlichen Sinne wie bei HTLV oder HIV handelt, sondern um eine Kontamination der ursprünglichen Zellkultur oder eine speziesübergreifende Infektion des kenianischen Patienten mit einem in Schimpansen vorkommenden SFVcpz. Für letzteres spricht dabei die Tatsache, dass der Patient aus einer Gegend stammte, in der Schimpansen verbreitet sind. Um zu verdeutlichen, dass es sich bei „HFV“ um kein eigentliches menschliches Foamyvirus handelt, wird es seitdem als SFVcpz(hu) bezeichnet, oder, da ein Großteil der Forschungen zu Foamyviren an diesem Isolat durchgeführt wurde, auch als Prototypisches Foamyvirus (PFV).
Mit der Isolierung von PFV aus menschlichem Gewebe begann gleichzeitig die Suche nach einer durch dieses vermeintliche humane Retrovirus verursachten Erkrankung. Die Herkunft aus einem Nasopharynxkarzinom und die Verwandtschaft der Foamyviren zu den Onkoviren ließen zunächst an eine mögliche Tumorassoziation denken. Einzelne positive Berichte konnten jedoch nie bestätigt werden. Erneut angeschoben wurde diesbezügliche Forschung durch die Entdeckung der humanpathogenen Retroviren HTLV und HIV 1980/83, wobei sich die Suche immer mehr auch auf Autoimmunkrankheiten wie beispielsweise Morbus Basedow oder Multiple Sklerose und ähnliche bezog. Dabei konnten die jeweiligen, an kleinen Patientengruppen erhobenen Befunde im Folgenden nie an größeren Patientengruppen bestätigt werden. In diesen kleineren Studien wurde meistens nur eine, oft zudem noch relativ unspezifische Suchmethode angewandt wie z. B. ein Western-Blot oder eine PCR. In den darauffolgenden Untersuchungen wurde die Spezifität durch die gleichzeitige Anwendung mehrerer solcher Methoden erhöht, wodurch die Ergebnisse jeweils negativ wurden.
Molekularbiologische Untersuchungen zum Genom der Foamyviren, den darin codierten Proteinen und ihren Funktionen begannen in verstärktem Maße Ende der 80er-Jahre und dauern bis heute an. Erste Überlegungen und Experimente zum Einsatz von Foamyviren in der Gentherapie stammen aus der Mitte der 90er-Jahre.

## Verbreitung bei Mensch und Tier
Foamyviren wurden sowohl bei Neuweltaffen in Amerika als auch vor allem bei Altweltaffen in Afrika und Asien, inklusive der Menschenaffen, gefunden. So sind mittlerweile etwa aus Klammeraffen, Grünen Meerkatzen, Makaken, Mandrills, Pavianen, Schimpansen, Gorillas und Orang-Utans Foamyviren isoliert und teilweise untersucht worden. Bei in Gefangenschaft gehaltenen Tieren erreicht dabei die Rate der infizierten Tiere Werte bis über 90 %. Auch in freier Wildbahn werden jedoch teilweise Werte über 50 % gefunden. Neugeborene scheinen Antikörper, aber nicht das Virus vom Muttertier übertragen zu bekommen. Die Virusinfektion geschieht vielmehr vertikal vermutlich als Kontaktinfektion im Jugend- oder jungen Erwachsenenalter. Dabei ist noch nicht endgültig geklärt, ob dies vor allem durch Bisse geschieht oder möglicherweise auch durch Geschlechtsverkehr.
FFV bei Katzen und BFV bei Rindern sind ebenfalls recht verbreitet, über das erst in letzter Zeit entdeckte equine Foamyvirus bei Pferden liegen noch keine aussagekräftige Zahlen vor. Insgesamt fällt auf, dass die Verbreitung der Foamyviren mit der Verbreitung der Lentiviren eine große Übereinstimmung aufweist, wobei die Ursachen hierfür noch im Dunkeln liegen.
Obwohl ein menschliches Foamyvirus entgegen früheren Annahmen aller Wahrscheinlichkeit nach nicht existiert, gibt es dennoch eine Anzahl von mit Foamyviren infizierten Menschen. Es handelt sich dabei aber um Infektionen mit Isolaten, die aus nichthumanen Primaten stammen und für die der Mensch vermutlich eine Art Fehlwirt darstellt. So konnte eine Übertragung von jahrelang mit SFV infizierten Personen beispielsweise auf die jeweiligen Lebensgefährten nicht nachgewiesen werden. Betroffen sind bestimmte Risikogruppen wie Laborpersonal und Tierpfleger, die in engem Kontakt zu Affen stehen und möglicherweise gebissen werden können und vor allem in bestimmten Gebieten Afrikas Personen, die Affen jagen oder mit ihren Kadavern hantieren. Dabei wurden Übertragungen von so unterschiedlichen Affen wie Makaken, Pavianen und Schimpansen beobachtet, und die Rate der infizierten Personen erreicht in den Risikogruppen etwa 2–3 %. Damit ist die Übertragungswahrscheinlichkeit von SFV auf den Menschen höher anzusetzen als die von SIV.
Im Gegensatz zu den Orthoretroviren, zu denen unter anderem die und Lentiviren zählen, lösen Foamyviren weder im natürlichen Hauptwirt, Reservoirwirt, noch nach Überwindung von Artengrenzen in anderen Wirten bekannte Krankheiten aus.

## Molekularbiologie
Die Foamyviren unterscheiden sich in vielen Aspekten ihrer Molekularbiologie und ihres Replikationszyklus von den Orthoretroviren und besitzen teilweise Gemeinsamkeiten mit den Hepadnaviren, weshalb sie auch als Bindeglied zwischen (Ortho-)Retroviren und Hepadnaviren angesehen werden. So spalten sie Gag nicht in die bei Orthoretroviren bekannten Bestandteile (Matrix, Kapsid, Nukleokapsid), sondern es wird nur ein kurzes Peptid am C-Terminus abgespalten. Auch wird Pol nur einmal gespalten, zwischen RT/RN und IN, während die Protease mit der RT verbunden bleibt. Auch Env weist einige Besonderheiten auf, so etwa das Vorhandensein eines langen Leaderpeptids als integraler Bestandteil des Virions. Am auffälligsten ist aber das Stattfinden der Reversen Transkription zu einem späten Zeitpunkt im Replikationszyklus und damit zusammenhängend das Vorhandensein von DNA im Virion.

Genomkarte der Gattungen Equi- und Bovispumavirus

Genomkarte der Gattung Simiispumavirus

Foamyviren besitzen ein komplexes Genom und codieren neben Gag, Pol und Env noch weitere Proteine, nämlich Tas (Bel1) und Bet. Diese werden über einen internen Promotor, der sich im 3' Bereich des Env-Genes befindet, exprimiert. Tas ist der transkriptionelle Transaktivator der Spumaviren und reguliert die Aktivität beider Promotoren. Bet ist ein funktionell dem HIV-Vif homologes Protein, das zelluläre Immunitätsfaktoren wie APOBEC-3G/F unterdrückt.

## Foamyviren als virale Vektoren
Trotz ihrer pathologischen Bedeutungslosigkeit sind sie interessante Studienobjekte für Virusforscher, da man von ihrem Aufbau und der Art ihrer Vermehrung zahlreiche Rückschlüsse auf die anderen, pathogenen Retroviren ziehen kann. In den letzten Jahren haben Foamyviren große Bedeutung in Studien zur Gentherapie erlangt, da sie apathogen sind und ein großes Genom (ca. 14000 Nukleotide) verpacken können.

## Systematik
Das International Committee on Taxonomy of Viruses (ICTV) hat die Spumaviren als Unterfamilie Spumavirinae eingestuft (Stand November 2018). Die Gattungen sind:
- Gattung Bovispumavirus
- Gattung Equispumavirus (mit Spezies Equines Foamyvirus)
- Gattung Felispumavirus
- Gattung Prosimiispumavirus
- Gattung Simiispumavirus[3]